# H.C. Hansen-Kartofte
 Der er flere personer med dette navn, se Hans Christian Hansen.
Hans Christian Hansen, kendt som H.C. Hansen-Kartofte (født 17. maj 1843 i Egense på Falster, død 9. februar 1928 i Sakskøbing) var en dansk gårdejer og politiker.
Hans forældre var gårdejer Hans Hansen (1805-1852) og Maren Frederiksen (1812-1906, gift 2. gang 1857 med gårdejer Rasmus Andreas Hallander Jørgensen, 1812-1902). H.C. Hansen var 1861-62 elev på Hindholm Højskole og købte 1868 Skalhøjgård i Kartofte ved Sakskøbing, beliggende ved slottet Hardenbergs park. Han drev sin gård indtil 1915. Hansen blev gift 12. september 1868 i Vålse Kirke med Kirsten Larsen (8. marts 1846 i Vålse – 9. juni 1921 i Hydesby), datter af gårdejer Lars Jacobsen (1812-1859) og Bodil Rasmussen (født 1810).
Han var 1872-82 medlem af Slemminge-Fjelde Sogneråd og 1880-92 repræsentant i Husmandskreditforeningen og fra 1886 kasserer i Lollands Brandassuranceselskab. I 1878 valgtes han til Landstinget som venstremand og bevarede mandatet til 1902. Han gik ved Venstres forskellige delinger altid til den moderate fløj og stemte 1894 for forliget med Højre. Han havde stor lokal indflydelse på Lolland-Falster og fik også i Landstinget en anset stilling på grund af sin tillidvækkende personlighed og hensynsfulde tone, ligesom han spillede en rolle i udvalgsarbejde. Han var lige fra begyndelsen ivrig tilhænger af 1890'ernes agrarbevægelse, blev medlem af Agrarforeningen og meldte sig i 1900 ud af Venstre. I stedet dannede han sammen med Jens Peter Jørgensen-Gandløse et agrarparti, som dog aldrig fik vind i sejlene, for ved valget i 1902 røg Hansen-Kartofte ud af tinget.
Han er begravet på Radsted Kirkegård. Der findes et træsnit efter fotografi fra 1890.